# Anatolij Kononow
Anatolij Aleksiejewicz Kononow, ros. Анатолий Алексеевич Кононов (ur. 14 stycznia?/26 stycznia 1856 w stanicy Nowoczerkaskaja, zm. 8 lipca 1944 w Courville-sur-Eure) – rosyjski wojskowy (kontradmirał), teoretyk wojskowości (nurkowania i prac podwodnych), publicysta, emigrant

## Życiorys
W 1877 r. ukończył korpus morski w Sankt Petersburgu, po czym służył we Flocie Bałtyckiej. W 1878 r. awansował do stopnia miczmana. Przeszedł do Flotylli Kaspijskiej. W 1881 r. powrócił do Floty Bałtyckiej. Awansował na porucznika. Został wykładowcą w szkole morskiej. Zajmował się głównie problematyką nurkowania i prac podwodnych. Na początku lat 90. napisał prace teoretyczne pt. „Praktyczny poradnik dla wykładania nurkowania” i „Spostrzeżenia oficera nurkowego: informacje o nurkach, pracujących w Rosji”. W 1892 r. zaczął współpracować z redakcją „Słownika Encyklopedycznego”. W tym samym roku objął funkcję oficera nurkowego na krążowniku „Gienierał-admirał”. W 1896 r. mianowano go kapitanem 2 rangi (odpowiednik komandora porucznika). Jednocześnie stanął na czele szkoły nurkowej i oddziału nurków w Kronsztadzie. 
W 1897 r. objął dowództwo okrętu szkolnego „Opricznik”, na którym służyli nurkowie. Od 1902 r. był starszym oficerem na okręcie obrony przybrzeżnej „Pierwieniec”. Jednocześnie opublikował podręcznik nurkowania, pod takim tytułem. W latach 1904–1905 dowodził kanonierką „Chrabryj”, pływającą na Morzu Śródziemnym. Awansował na kapitana 1 rangi (komandor). Napisał kolejne prace pt. „Nauka o nurkowaniu i medycynie”, „Prace nurkowe przy krążowniku Rossija”, „Poradnik dla studiowania nurkowania”, „Szkoła nurkowania i prace podwodne”. Pod koniec 1906 r. został dowódcą Flotylli Amurskiej. W 1911 r. mianowano go kontradmirałem, po czym zwolniono ze służby wojskowej. 
Po wybuchu rewolucji bolszewickiej w październiku 1917 r., przybył do Nowoczerkaska, zostając kontradmirałem Armii Dońskiej. Na początku 1918 r. został wysłany przez atamana Wojska Dońskiego Piotra N. Krasnowa do Sewastopola w celu uzyskania pomocy wojsk Ententy dla Kozaków dońskich. W listopadzie tego roku stał na czele ekspedycji wojskowej do Rostowa nad Donem, która przejęła tam zostawione przez bolszewików barki uzbrojone i jacht oceaniczny „Kolchida”. Pod koniec lutego 1920 r. ewakuował się z Noworosyjska do Grecji. 
Na emigracji zamieszkał krótko w Królestwie SHS. Następnie przeniósł się do Polski. Gospodarował w swoim majątku ziemskim na Wołyniu. Od końca lat 30. żył w Wilnie. Po ataku wojsk niemieckich na Polskę 1 września 1939 r., wyjechał do Belgradu. Od końca lipca 1941 r. mieszkał we Francji, gdzie stworzył firmę nurkową. Ze względu na wykonywanie prac nurkowych na zlecenia Niemców oskarżono go o kolaborację.

## Opublikowane prace
- Praktyczny poradnik dla wykładania nurkowania („Практическое пособие для преподавания водолазного дела” - Prakticzeskoje posobije dla priepodawanija wodołaznego dieła)
- Spostrzeżenia oficera nurkowego: informacje o nurkach, pracujących w Rosji („Заметки водолазного офицера: сведения о водолазах, работающих в России” - Zamietki wodołaznogo oficera: swiedienija o wodołazach, rabotajuszczich w Rossii)
- Podręcznik nurkowania („Учебник по водолазному делу” - Ucziebnik po wodołaznomu diełu)
- Nauka o nurkowaniu i medycynie („Наставление по водолазному делу и медицине” - Nastawlenije po wodołaznomu diełu i medicinie)
- Prace nurkowe przy krążowniku Rossija („Водолазные работы у крейсера Россия” - Wodołaznyje raboty u kriejsiera Rossija)
- Poradnik dla studiowania nurkowania („Пособие для изучения водолазного дела” - Posobije dla izuczenija wodołaznogo dieła)
- Szkoła nurkowania i prace podwodne („Водолазная школа и подводные работы” - Wodołaznaja szkoła i podwodnyje raboty)